# Svenljungabygdens församling
Svenljungabygdens församling är en församling i Marks och Kinds kontrakt i Göteborgs stift. Församlingen ligger i Svenljunga kommun i Västra Götalands län och ingår i Kinds pastorat.

## Administrativ historik
Församlingen bildades 2006 genom sammanslagning av Redslareds församling, Revesjö församling, Svenljunga-Ullasjö församling och Örsås församling och utgjorde därefter till 2014 ett eget pastorat. Från 2014 ingår församlingen i Kinds pastorat. 

## Kyrkor
- Redslareds kyrka
- Revesjö kyrka
- Svenljunga kyrka
- Örsås kyrka

### Tidigare kyrkor
- Ullasjö kyrka (riven 1829)
- Strömsfors kapell från 1919 till 2018 (dekonsekrerad)